# PPAP (自動車工業)
PPAP（ピーパップ、英: Production Part Approval Process）とは、日本語では生産部品承認プロセスと呼ばれ、自動車業界で外部のサプライヤーから購入する部品や材料を承認する手続きのことである。アメリカ自動車工業会 (AIAG) が、Production Part Approval Process (PPAP)というマニュアルを発行しており、このマニュアルにそった手続きがPPAPである。

## 概要
このマニュアルは1993年に初版が発行され、2013年現在の最新版は2006年に発行された第四版である。部品それ自体が要求仕様に合致していることはもちろんであるが、この部品を製造する製造工程も承認の対象になっている。部品の承認手続きが特にAIAGのマニュアルによらない場合は、この部品承認手続きをISIR (Initial Sample Inspection Report) と呼ぶことが多い。
PPAPの目的は、対象の製品(部品や材料)に対する設計や仕様の要求事項をサプライヤーが理解していることが確認できる書類を残すことにあり、また量産開始後に要求事項を満たす製品を所定のスピードで製造できるかどうかも確認し記録を残すことにある。 AIAGのマニュアルでは、部品とその製造工程を承認する際に確認する具体的な項目とその項目に対応する書類を定めている。主にアメリカ系の完成車メーカー(OEM)やアメリカ系のOEMに製品を納めるサプライヤー(ティア1サプライヤー)、その下位サプライヤー(ティア2、3、…)がAIAGのPPAPにそった手続きと書類の提出をサプライヤーに求めている。
自動車製造業界では、ISO/TS 16949の規定するところにより、購入部品の承認手続きはOEMがティア1サプライヤーに求めるだけでなく、ティア1はティア2に、 ティア2はティア3というように、自身のサプライヤーにそれぞれ求めるべきものとされている 。広く使用されている生産部品の承認手続きのマニュアルには、PPAPのほかにドイツ自動車工業会(VDA)の発行するVDA 2 -  Sicherung der Qualität von Lieferungen - Produktionsprozess und Produktfreigabe (PPF) があり、ドイツ系のOEMを中心にこのVDA 2の適用をサプライヤーに求めている。
PPAPはもともと、ゼネラル・モータース、フォード、クライスラーが自身のサプライヤーに対する手引書としてまとめたものであり、自動車業界の部品承認手続きである。しかし、自動車産業における製品の驚異的な品質向上の歴史を鑑みて、他の産業でもPPAPを導入する例がある。

## 権限を与えられた顧客の担当者 - SQE
PPAPのマニュアルはしばしば「権限を与えられた顧客の担当者(the authorized customer representative)」という存在に言及している。このポジションは、ゼネラル・モータースをはじめとして一般にはSQE(Supplier Quality Engineer)と呼ばれ、外部(サプライヤー)からの購入部品の品質とサプライヤーの品質管理体制に責任を持っているポジションである。購買部門の一グループとして組織されていることが多い。フォードではこの「権限を与えられた顧客の担当者」のことをSTA(Supplier Techinical Assistance)と呼ぶ 。
特にOEMの場合、権限を与えられた顧客の担当者 (以下SQEと記す)はPPAPに際して非常に大きな役割を担っている。例えば、最終的にサプライヤーが提出したPPAPの書類を確認し、それを承認することは一般にはSQEが行う。また、SQEはPPAPの書類を提出する必要がないと決めることもでき、それはPPAPを顧客が承認しなくても、サプライヤー自身が自己の責任においてその変更計画を実行してよいことを意味する。PPAPやその他の関連のマニュアルに明示的に記載されていない、さまざまな特別な個別のケースにどのように対応するかはSQEが決定することになる。単にPPAPだけでなく、APQPの際にサプライヤーにおける生産準備の状況を確認し、各種の監査を行うこともSQEが主体となって行う 。 

## PPAPの書類提出を求められるケース
まずPPAPの第一段階として、何らかの変更を計画したら、サプライヤーはそれを顧客のSQEに報告し、変更計画の承認を求める義務がある。PPAPのマニュアルによればいかなる変更計画も客先に報告することになっているわけであるが、具体的には以下の10の例を挙げることができる。
1. 承認を受けた部品・製品とは違う構造の物、材料の違う物を使用する場合。
2. 新しい治工具、型(鋳造型、射出成型用の型など)を使用する場合。これは同じものを追加したり、更新したりする場合も含む。
3. 生産ラインの構成を変更したり、生産設備に改造を加えたりする場合。
4. 治工具や設備を移設し別の場所で生産したり、製造場所を増やしたりする場合。
5. 購入部品のサプライヤーや、プロセス(例えば熱処理やメッキ処理)の外注先を変える場合。
6. 12か月以上使用していなかった治工具で製造を再開する場合。
7. 構成部品の設計変更や製造プロセスの変更をする場合。
8. 試験や検査の方法を変更する場合。
9. 原材料の調達先の変更(バルク材[10] のみ適用)。
10. 外観の変更(バルク材のみ適用)。

変更を計画する理由はいろいろ考えられる。例えば、製品(完成車の部品)の不具合を是正するために、製品の設計自体を変更する場合もあるし、製造工程に変更を加える場合がある。また、顧客やサプライヤー自身の改善活動のアイデアとして製品や製造工程の変更を計画することもある。 PPAPの趣旨は変更に際しての製品と製造工程の確認にあるので、誰がどのような目的で変更を計画したかということと、PPAPの書類を顧客に提出するかどうかということには全く関係がない。少なくともISO/TS 16949 の認定企業であれば、ISO/TS 16949の規定により顧客の定める承認手続きをふまなければならないことになっている。

## 有意生産稼働 (Significant Production Run)
PPAPは量産開始後に設計要求を満たす製品が供給されることに対する確認および承認であるから、設計図通りの物ができてさえいればよいということにはならない。例えば、確認試験用のサンプル、顧客に提出するサンプルなどを特別な製造プロセスで注意深く製造するということをしたら、実際に市場で売るための車両に使用する部品がどのようなものになるか確認したことにならない。ある特定の治具が原因で不良品が製造されうる場合もあるし、正規のサイクルタイムが不具合の誘因となるかもしれないからである。
このため、PPAPでは、PPAPで決められている確認項目は、すべて有意生産稼働下で製造された製品を使用するように決められている。有意生産稼働とは、量産を予定している生産ラインで、量産に予定している治工具を使用し、量産と同じ工法・サイクルタイムで、300ケ以上の連続生産を行うことである。ただし、必ずしも300ケが適当でないこともある。この生産には1時間から8時間が想定されているが、製品によっては、300ケ程度はあっという間に製造できるものもあるだろうし、何日もかかる場合もあるかもしれない。そのため、SQEは個別の事情に合わせて有意生産稼働の生産個数を特別に指定することがある 。

## PSW
PSWとは Part Submission Warrant(部品提出保証書)の略で、PPAP全体を代表する書類である。PPAPが承認されたというのは、具体的にはPSWに顧客のサインがなされたことを言う。PSWには部品番号、名称、図面番号および改訂番号などが記載される。自動車業界は業界全体でIMDSという材料のデータベースを運用しており、多くのOEMがサプライヤーに各部品をIMDSに登録することをもとめている。このIMDSの登録番号もPSWに記載することになっている。
保証の意味はPSWのフォームシートに記載されている宣言(DECLARATION)に表れている。

DECLARATION

I affirm that the samples represented by this warrant are representative of our parts, which were made by a process that meets all Production Part Approval Process Manual 4th Edition Requirements. I further affirm that these samples were produced at the production rate of ___/___ hours. I also certify that documented evidence of such compliance is on file and available for review. I have noted any deviations from this declaration below. - PRODUCTION PART APPROVAL PROCESS (PPAP) 4th edition, p.23.

宣言

私はこの保証書で示されるサンプルは、生産部品承認プロセス第四版に適合した工程で作成された我々の部品を代表していることが確かであると認めます。さらに、このサンプルは___個/___時間のスピードで生産したものであることも確かであると認めます。また、私はこれらが決められた通りになっていることを示す書類が保管され、内容を確認することが可能であることを認めます。この宣言に適合しない事項はすべて下に記しました。- 引用者訳
生産のスピード(個/時)はサプライヤーが記入する。提出するサンプルを製造した生産スピードであるから、有意生産稼働の実績を書くことになる。つまり、有意生産稼働で生産した数量/有意生産稼働の時間、である。もちろん、有意生産稼働のスピードは発注条件となっているスピードでなければならない 。 
VDAではPSWに相当する書類を Deckblatt(デックブラット) という。デックブラットにも部品番号、図面番号や改訂番号、提出書類のリストなどが記載され、デックブラットに顧客の担当者のサインが入って製品が承認されたとする。ただし、デックブラットとはカバーシートの意味であり、保証の意味合いは全く含まれない。PSWに対応する書類ではあっても、性格の違う書類であるとはいえる。

## PPAPの18項目

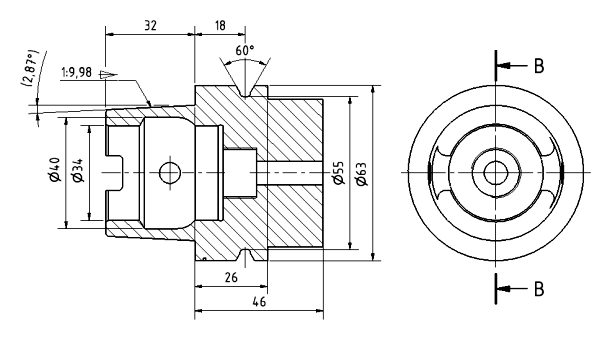
図面
設計図書の代表的なものである。

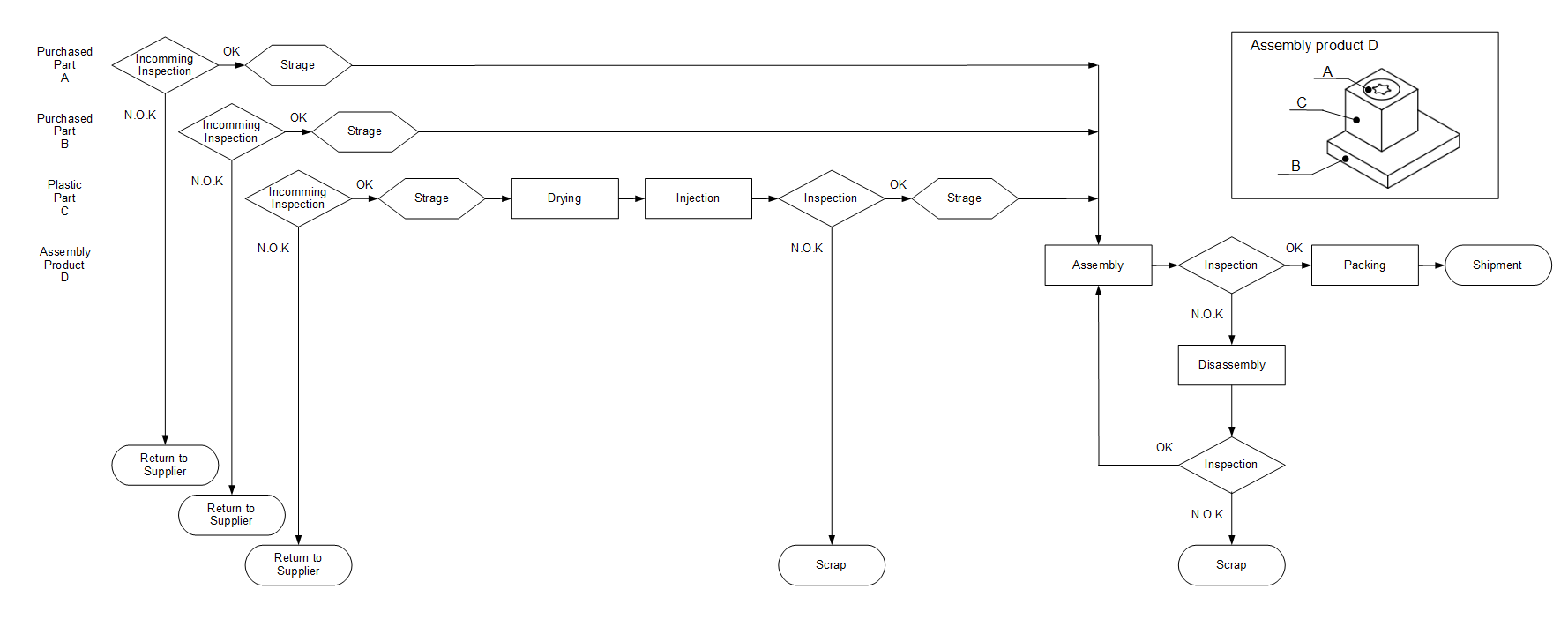
工程フロー図の例

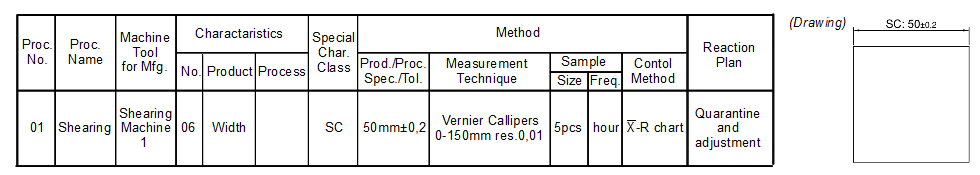
コントロールプラン
この例では、シャーリングで成形した製品の幅の管理方法を規定している。

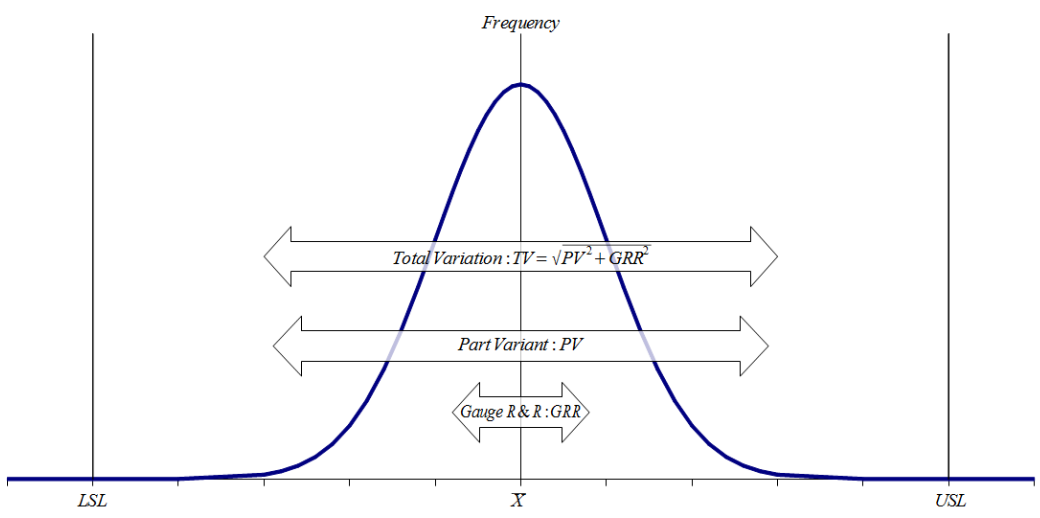
MSA(Gauge R&R)
測定値全体のばらつきは、製品自身の寸法のばらつきとゲージR&R(繰返し性と再現性)に分けることができる。

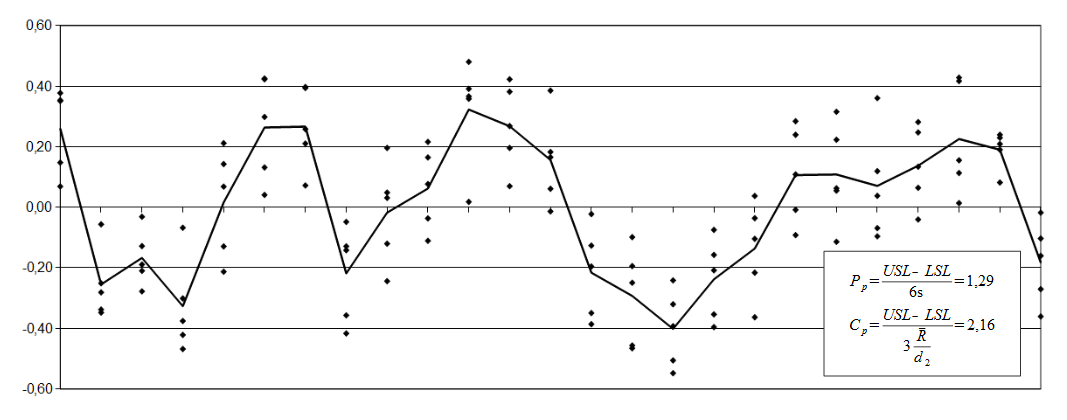
安定していないプロセスの例
公差が±1の場合、C_{p} は2.16で十分承認レベルに達しているようにみえるが、P_{p} は1.29である。AIAGのSPCのマニュアルは、まずプロセスを安定させることを求めている。

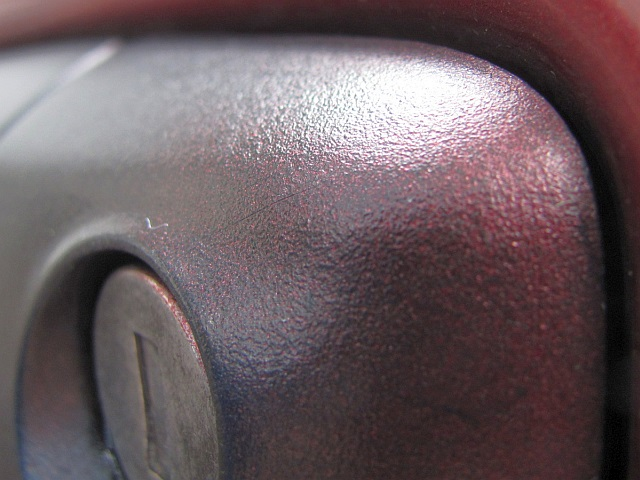
無塗装プラスチック部品のシボ加工
シボ加工の仕上がり具合もAARの対象となる特性である。これはドアハンドルの写真。

PPAPで求められている項目は18項目あり、それぞれの項目に対応する書類をセットにして顧客に提出し、承認を求めることになる。18項目とは、前項のPSWも含めて以下のとおりである 。
1. 設計図書(Design Records) 
これは図面やCADデータ、仕様書のことである。PPAPは設計承認とは趣旨が異なるので、設計図書の承認は、PPAPの段階では通常顧客の設計・開発部門によって完了している。設計図書の一部として、材料の組成を顧客が承認したことを示する書類も添付する。ELV指令に代表されるように、省資源(リサイクリング)や環境汚染の防止の観点から、OEMは完成車にどんな材料が含まれているのか把握することが求められているからである。多くのOEMはIMDSを利用しているので、その場合はIMDSのMDSレポートを添付することになる。
2. 設計変更認可(Authorized Engineering Change documents)
PPAPのマニュアルによれば、設計図書には含まれていないが、PPAPの対象と一緒に導入する変更について、それを顧客が認めていることを示す書類を添付する。
3. 顧客の設計承認(Customer Engineering Approval)
設計図書を承認した際に、顧客が何らかの書類を出すならば、それをここに添付する。例えばマグナ・エレクトロニクスの場合、ESER(Engineering Sample Evaluation Report - 技術サンプル評価レポート)という書類があり、あらかじめマグナ・エレクトロニクス設計部門の承認を受けて、PPAPの書類の一部として提出することになっている 。
4. 設計FMEA(Design Failure Mode and Effects Analysis)
サプライヤーは設計FMEAを作成することが ISO/TS 16949 によってきめられている 。FMEAといえば、特にことわらなくても多くの場合は設計に関するFMEAを指すのだが、自動車業界の場合は工程FMEAも作ることになっているので、これと区別して特に設計FMEAと呼ぶ。これは設計に責任を持たない製品の場合は適用されない。
5. 工程フロー図(Process Flow Diagram)
これは製品を製造する際に、その製品がどのような製造工程を、どのような順番で通過してくるのかを模式的に表した図である。
6. 工程FMEA(Process Failure Mode and Effects Analysis)
製品を製造する際に間違いを起こしたらどうなるか、という分析をするのが工程FMEAである。この工程FMEAもISO/TS 16949 によって作成することが定められている 。
7. コントロールプラン(Control Plan)
コントロールプランとは、製品に対して行われるすべての試験や検査を一覧表にまとめたものである。工程内での寸法検査や目視検査、製造設備のパラメータの設定や確認、定期的な性能再確認試験などが、使用する測定具、測定頻度とともに記載されている。
8. 測定システム解析(Measurement System Analysis Studies - MSA) 
製品の品質管理に用いる測定器具や測定装置を正しく選んでいるかどうかを分析することがMSAである。もっとも基本的なポイントの一つが測定具の最小目盛りである。ノミナルで5.6ミリの寸法を測るのに最小目盛りが1ミリの定規を使用するとすれば、これは品質管理の観点から言って適当とは言えない。例えばVDAでは公差幅の5%以下の最小目盛りをもつ測定器具が要求されている 。VDAの基準では、5.6mm±0.1の寸法を測定するのにバーニアのついているノギス(最小目盛り0.05mm)を使うことは不適当である。少なくともデジタル式のノギス(最小目盛り0.01mm)を選ばなければならない。もっとも、PPAPにおけるMSAで注目されるのは、測定器具の繰り返し性 と再現性という測定値のまとまり具合に関する二種類の性質である 。この2つのまとまり具合を合わせたものをゲージR&Rと呼ぶ。このゲージR&Rが測定値のばらつきの10%以下であることが承認の条件である 。30%以上ある場合は、まったく承認の基準に達していないとみなされる 。Gauge R&R をどのように求めるかという方法については、AIAGのMSAのマニュアルに平均値－範囲法とANOVA法が記載されている。平均値－範囲法では分析のための試行から測定値の算術平均と分布の範囲を求めて、それからゲージR&Rを求める。ANOVA法は分散分析(ANOVA)を応用し、試行の結果からゲージR&Rを求める方法である。どちらの方法でもよく似た結果が得られる 。
9. 寸法検査結果(Dimensional Results)
図面やコントロールプランに記載されている寸法の測定結果のレポートである。生産ラインや生産設備、治工具が複数ある場合は、全ての生産ラインや生産設備、治工具のそれぞれからサンプルをとって測定しなければならない。サンプル数は、例えばGMやフォードは5ケを指定している  。
10. 材料記録および性能テスト結果(Records of Material / Performance Test Results)
材料の物理的、化学的質が要求仕様に合致しているかどうか、また製品が要求されている機能を満たしているかどうかを試験し、その結果をここに添付する。試験の内容や評価基準はあらかじめ決めておくべきことであり、通常顧客の承認対象になっている。性能テストの例としては、例えば、耐久試験(繰返し動作試験)、塩水噴霧試験、振動試験、落下試験、などを挙げることができる。
11. 初期工程調査(Initial Process Studies)
対象の製品を製造する製造工程の工程能力を調査することが求められている。工程能力はAIAGの発行する STATISTICAL PROCESS CONTROL (SPC) REFERENCE MANUAL で定義されている以下の指標のどちらかで評価する。
能力指数(capability index - Cpk):
{\displaystyle {\mathit {C}}_{\mathit {pk}}={\cfrac {{\mathit {USL}}-{\bar {\bar {\mathit {X}}}}}{3{\cfrac {\bar {\mathit {R}}}{{\mathit {d}}_{2}}}}}} または {\displaystyle {\mathit {C}}_{\mathit {pk}}={\cfrac {{\bar {\bar {\mathit {X}}}}-{\mathit {LSL}}}{3{\cfrac {\bar {\mathit {R}}}{{\mathit {d}}_{2}}}}}} の小さいほう。
パフォーマンス指数(performance index - Ppk):
{\displaystyle {\mathit {P}}_{\mathit {pk}}={\cfrac {{\mathit {USL}}-{\bar {\bar {\mathit {X}}}}}{3{\mathit {s}}}}} または {\displaystyle {\mathit {C}}_{\mathit {pk}}={\cfrac {{\bar {\bar {\mathit {X}}}}-{\mathit {LSL}}}{3{\mathit {s}}}}} の小さいほう。
ただし、
{\displaystyle {\mathit {LSL}}}: 規格下限値(The lower engineering specification limit.)。
{\displaystyle {\mathit {USL}}}: 規格上限値(The upper engineering specification limit.)。
{\displaystyle {\bar {\bar {\mathit {X}}}}}: サブグループ内のサンプル平均の平均。どのサブグループもサンプル数が同じであれば、サンプル全体の平均と同じ。
{\displaystyle {\bar {\mathit {R}}}}: サブグループ内の範囲 の平均。
{\displaystyle {\mathit {d}}_{2}}: 下表 による定数。n はサブグループのサンプル数。 なお、{\displaystyle {\bar {\mathit {R}}}/{\mathit {d}}_{2}} は、母分散の平方根の推定値。
| n  | 2    | 3    | 4    | 5    | 6    | 7    | 8    | 9    | 10   |
| d2 | 1.13 | 1.69 | 2.06 | 2.33 | 2.53 | 2.70 | 2.85 | 2.97 | 3.08 |
{\displaystyle {\mathit {s}}}: サンプル全体のデータから計算した不偏分散の正の平方根。
一般の教科書ではAIAGのマニュアルが定義するところのパフォーマンス指数 Ppk を工程能力指数といい Cpk で表されることが多い。サンプル数は100ケ以上でなければならず、能力指数 Cpk を求める場合は、25サブグループ以上のサンプルを取らなければならない。
どちらの指標でも承認基準は1.67より大きいことである。1.33より小さい場合は承認基準をまったく満たしていないと評価される。 1.33以上1.67以下は必ずしも承認基準を満たしていないとはされず、対象の特性の性質や検査の方法などを考慮してSQEが個別に判断する。
12. 試験所の資格の証明書(Qualified Laboratory Documentation)
製品の検査やテストを行う試験室や試験所は、顧客の要求する資格を持っていなければならない。例えば、ISO/IEC 17025に基づく認証や国家よる認定などのことである。このような資格をもっていれば、当然認定証などの書類があるはずで、その書類のコピーをここに添付する。もちろん、顧客が認定証を要求しなければ 、必ずしも添付する必要はない。
13. AAR(Appearance Approval Report、外観承認レポート)
これはすべての部品に適用されるわけではない。外観が重要な特性となっている部品に限って適用される。典型的な物としては、例えばバンパー、ドアミラー、ドアハンドルなどがあげられる。これらの部品は車体の色と合わせる必要があるからである。色だけでなく無塗装プラスチック部品表面のシボ加工の仕上がり具合も評価の対象である。色の評価の場合、例えば、OEMの外観特性の専門担当者が、部品を実際に塗装された車体に組み付けて部品の色を評価する。評価の結果はAARと呼ばれる書類に記載され、サプライヤーに渡される。これはPPAPのマニュアルでフォームが規定されている。PPAPの書類を受け取ったSQEは対象の部品の外観にが承認されていることを、このAARで確認することになる。
14. 製造サンプル(Sample Production Parts)
書類と一緒に顧客に製品のサンプルを提出する。数や種類は顧客が指定することになる。PPAPのマニュアルには顧客が受け取ったサンプルをどう使うかは規定されていない。自社の製造工程で組立試験をすることに使用したり、PPAP時のサンプルとしてそのまま保管したりする。
15. マスターサンプル(Master Sample)
PPAPで各種の確認をしているその時に作られた製品を、マスターサンプルとして保管しておくことが求められている。その対象の製品を製造するラインや金型、治工具、生産設備が複数あれば、それら全てからマスターサンプルをとり、保管しておかなければならない。マスターサンプルを保管しておくのは、後になってPPAPの承認時と同じものを作るように生産プロセスを調整できるようにするためである。PPAPの際に必ずしも将来必要となる記録をすべてとっているとは限らないが、現品があれば必要な測定がいつでもできる。
16. 検査具(Checking Aids)
ここでいう検査具とは、検査に使用する専用の治工具、見本、テンプレートなどのことを意味する。典型的には検査具のリスト、図面や写真などがこの項目に対応する書類になる。検査具が製品の要求寸法に適合していることを確認したり、MSAを実施するべきことがPPAPのマニュアルに明記されている。この種の検査具に関する設計変更や改造、修理の記録しておかなければならない。
17. 顧客固有要求事項(Customer-Specific Requirements)
PPAPのマニュアルに規定されていない書類を、PPAPの際に顧客が要求することもある。その種の書類がこの項に含まれる。これは顧客によってさまざまな資料が要求されることがあり得るが、例えば、梱包仕様書、製造ラインの工場内レイアウト図、顧客に所有権のある治工具のリストや写真などを例としてあげることができる 。
18. PSW (Part Submission Warrant、部品提出保証書)
同じ製品を複数の顧客に供給している場合、顧客ごとにPSWを作成する。生産ラインや金型、治工具、生産設備などが複数ある場合、すべての生産ライン、金型、治工具、生産設備からサンプルをとってPPAPのマニュアルで規定されている項目を確認しなければならない。しかし、その一部でPPAPを実施した場合は、PSWにどれを使ったかを記入する。PSWに書かれていない設備で製造した製品はもちろん承認の対象外である(別にPPAPの承認を得ずに顧客に供給できない)。PSWには、製品の重量を書く欄もある。ここにはキログラムの単位で小数点4桁(つまり0.1グラムの桁)まで記入する。
PPAPのマニュアルには、どの種類の書類を提出するかということについては規定してあるが、それぞれの項目をどう評価するべきかについては、ほとんど規定されていない。これらの具体的な手法は、別のマニュアル、つまり統計的プロセス制御(SPC)、測定システム解析(MSA)、FMEA、APQPなどの手引書を参照するよう指定している。例えば、FMEAにはいろいろなやり方があるが 、PPAPのマニュアルは、AIAGの発行するFMEAの手引書を参照するように求めている。

## PPAPの提出レベル
PPAPのマニュアルでは、提出する書類の範囲を5つの段階に分け、それを提出レベルとして規定している。それぞれのレベルの書類の提出範囲は以下のようになっている。
レベル1
PSW および AARのみ提出。AARは外観が重要な特性になっている部品にのみ適用される 。
レベル2
製品サンプルとPSW、AAR、寸法検査記録などPPAPのマニュアルに規定された限られた範囲の書類。
レベル3
製品サンプルとPSWを含むPPAPのマニュアルに規定されたすべての書類。
レベル4
PSWと顧客が任意に指定した限られた範囲の書類。製品サンプルの提出の必要も顧客が指定する。
レベル5
製品サンプルとPPAPのマニュアルに規定されたすべての書類、あるいは顧客が任意に指定した書類の点検。これは製造する場所で行う。
レベルによって提出する書類の種類を分けているが、提出しない書類は作成しなくてよいということにはならない。PPAPのマニュアルで指定されている18項目の書類は、顧客に提出しないとしても、サプライヤーが保管し、顧客からの要請があればいつでも閲覧できるようにしておかなければならないことになっている。
PPAPの提出レベルは基本的にはレベル3であるが、SQEは別のレベルを指定することもある。この場合は変更の内容や規模、重要度などを考え併せてSQEが提出レベルを決定し、レベル4の場合は提出書類の種類を決める。OEMの中には、提出レベルを最初から制限しているところもある。例えば、フォードはレベル2とレベル4を使用しない 。フォードはAIAGのマニュアルにある標準のPSWのフォームシートでなく、独自に手を加えたフォームシートを使用しているが、レベル2とレベル4は選ぶことができないようになっている。つまり、PSWのみの提出(レベル1)か、全書類の提出(レベル3:いわゆるフルPPAP)、またはサプライヤーの生産ラインの査察(レベル5:書類を工場で点検する)のどれかから選ぶことになる。
VDAでは、書類の提出レベルを0から3までの四段階に分けている 。承認のためにサプライヤーが行うべきことは概ね同じであるが、提出書類の種類は、AIAGのPPAPと多少の違いがある。例えば、VDAではどのレベルにおいても設計FMEAや工程FMEAや提出しなくてよいことになっている 。

## PPAPの承認
サプライヤーがPPAPを顧客に提出した後、受け取った顧客は提出された書類を確認し、これを承認する。PPAPが承認されたらその部品は客先に供給することができる。承認されなかった場合(Rejected)、当然その対象の製品を出荷することはできない。予定の出荷日までに、問題を解決して再度PPAPの書類を提出する必要がある。このほかに仮承認(Interim Approval)というステータスがある。PPAPに問題はあるが、限られた期間あるいは数量のみ出荷してよいとするものである。
一部のOEMや部品メーカーは段階的PPAPと呼ばれるやり方を導入しているところがある。あらかじめ決められているの出荷日間近になって、PPAPが承認できないとなると、それは何らかの意味でその部品が要求仕様に合っていないということであるから、その部品を使って作った製品(完成車やアッセンブリー部品)を使うわけにはいかない。これは対象の部品のみならず、完成車に関する計画全体に大きな影響を与える。そのようなことが起こらないように、あるいは問題がある場合には早めに把握できるように、PPAPの18項目を一度に提出させるのではなく、設計・開発及び生産準備の進捗に合わせて分割して提出させるのである。
フォードはこのような段階的PPAPを実施しているOEMの例である 。フォード場合、ハードウェアとしての生産ラインの準備が整った時点で、Phase-0として設計図書や設計FMEAを提出する。Phase-0で有意生産稼働を実施するので、その時に生産した製品で寸法測定や検証試験を行うのがPhase-1である。ただし、Phase-1では、複数ある生産ラインや生産設備のうち一つを使って実施すればよい。Phase-2は複数ある生産ラインや設備のすべてを使って製造し、それぞれのサンプルについて寸法測定や検証試験を行う。Phase-3は製造工程の生産能力の確認を行い、Phase-3の承認をもって、製品が承認されたとする。

## 製造工程の生産能力の承認
PPAPの18項目の中には、当該部品の製造工程の製造能力の確認は含まれていない。PPAPのマニュアルは、PPAPの評価に必要なサンプルを得るために製品300個の連続生産(有意生産稼働)をもとめているが、多くの場合これは製造能力の確認としては十分な数とは言えない。しかし、量産開始後にサプライヤーが計画数量を納入できないということになると、それがたとえボルト一本であろうとも、OEMにとっては計画数量の車を製造することができないことを意味する。このことは大変に大きな影響を及ぼすので、OEMによっては独自の要求事項としてPPAPに生産能力の確認を組み入れている。例えば、フォードはPPAPの際に実際に決められた時間の生産を行うことで生産能力を実際に調査・測定し、発注可能数量や納入契約の基になっている生産能力をサプライヤーが比較して確認するように求めている。生産能力を計算するためのCARと呼ばれるスプレッドシートがあり、これをPPAPの書類として提出させる。
PPAPで製造工程の確認をしないOEM としては、例えば、ゼネラル・モータースを挙げることができる。かしゼネラル・モータースも、PPAPの枠組みの中では製造能力の確認を実施しないが、PPAP承認後、APQPの枠組みの中で量産開始前に製造能力の確認を実施することになっている 。ゼネラル・モータースもフォードのCARに当たる生産能力計算用のスプレッドシートが定められており(GM1927-35 Capacity Workbook) 、PPAPの提出とは別にこの書類の提出をサプライヤーに求めている。

## 自己承認
PPAPのマニュアルによればいかなる変更も原則的にSQEに報告することになっている。これらの変更すべてにPPAPの書類の提出を求めるとすると、たとえレベル1(PSWのみ提出)であったとしても、SQEが承認しなければならないPPAPは大変に多くなる。軽微な変更についてはSQEがPPAPの書類提出を求めないことにすることもできるが、OEMの中にはすべてのPPAPをいちいち承認しない仕組みを整えているところもある。フォードはそのような仕組みを持っている。フォードの場合、ある一定水準に達した品質マネジメントシステムを運用しているサプライヤーをQ1サプライヤーとして認定し、Q1サプライヤーは特にSTAが求めない限りいちいちPPQPの承認を求めなくても、自身でPPAPの書類を承認してよいことになっている 。この場合、PPAPの提出レベルは1とし、PSWにQ1サプライヤーのスタンプを押して、それでPPAPが承認されたことになる。
ただしフォードの場合、APQPに対してGPDSという仕組みを別に運用しており、GPDSの枠組みの中で様々な書類を提出することになっている 。そのため、Q1サプライヤーだからと言ってまったくのフリーハンドで部品の生産準備を進めてよいということにはならない。また、Q1サプライヤーかどうかにかかわらず、設計変更の計画や製造工程の変更計画そのものは承認の対象になっている し、性能確認試験の結果も設計承認の対象になっている 。